# Karl Kahler
Karl Kahler/Carl Kahle (Linz, 12 de septiembre de 1856-San Francisco 18 de abril de 1906) fue un pintor animalista austríaco, particularmente conocido por sus representaciones de gatos.

## Biografía
Nacido en la Alta Austria, estudió desde 1874 en la Academia de Bellas Artes de Múnich con Ludwig von Löfftz y Wilhelm Lindenschmit el Joven. Más tarde prosiguió su formación en París. Entre 1881 y 1888 expuso su obra en Berlín, Múnich y Viena. En 1885, emigró a Australia y trabajó en Melbourne hasta 1890. Luego pasó por Nueva Zelanda y finalmente se estableció en Estados Unidos. 
En 1891, por encargo de Kate Birdsall Johnson, pintó el cuadro Los amados de mi esposa, que retrata a los cuarenta y dos gatos de la dama, que se hizo muy famoso publicado como grabado. A partir de ese momento, se especializó en la pintura de gatos.
Falleció a los 49 años en el Terremoto de San Francisco de 1906.

## Galería

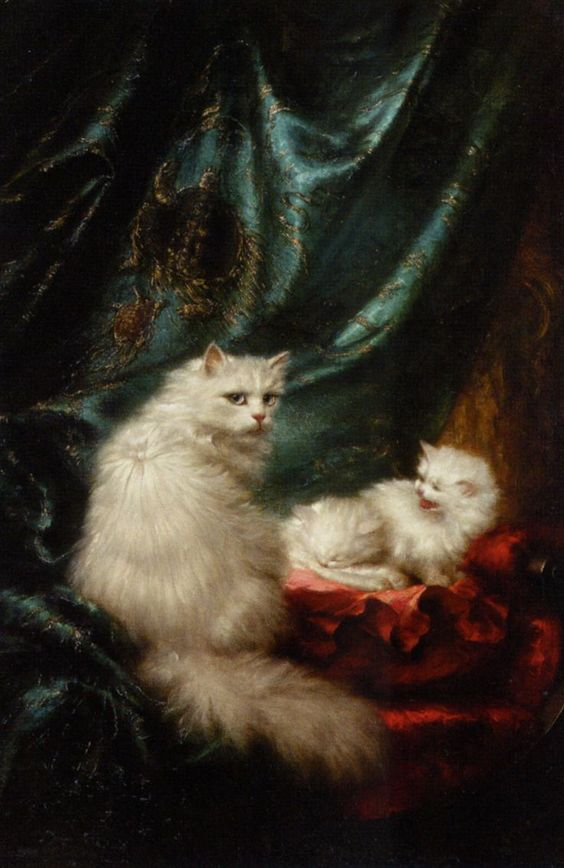
Gatos de salón, sin fecha.
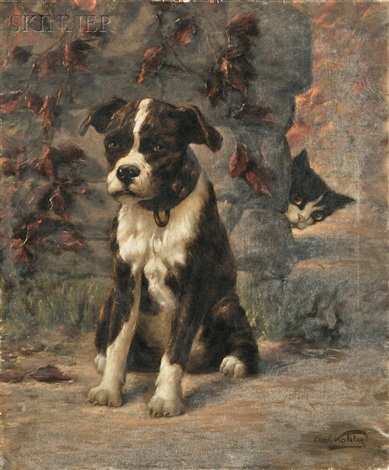
Gato mordido, sin fecha.
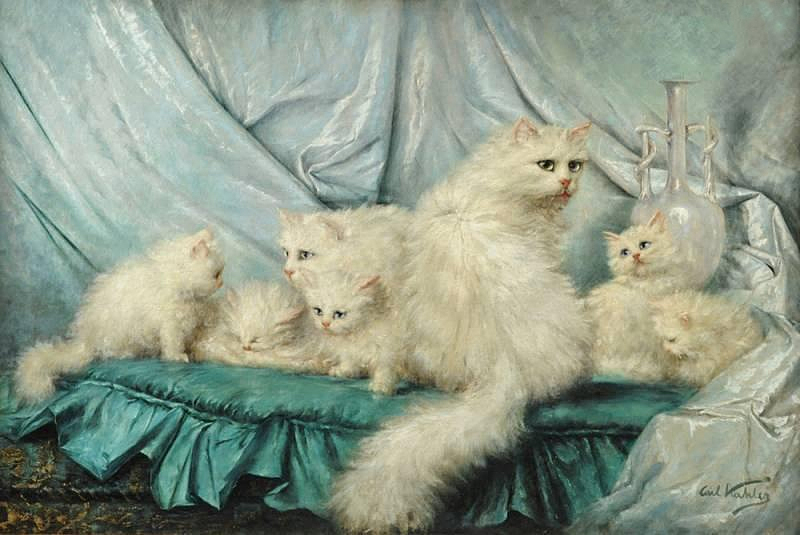
Retrato de familia, sin fecha.
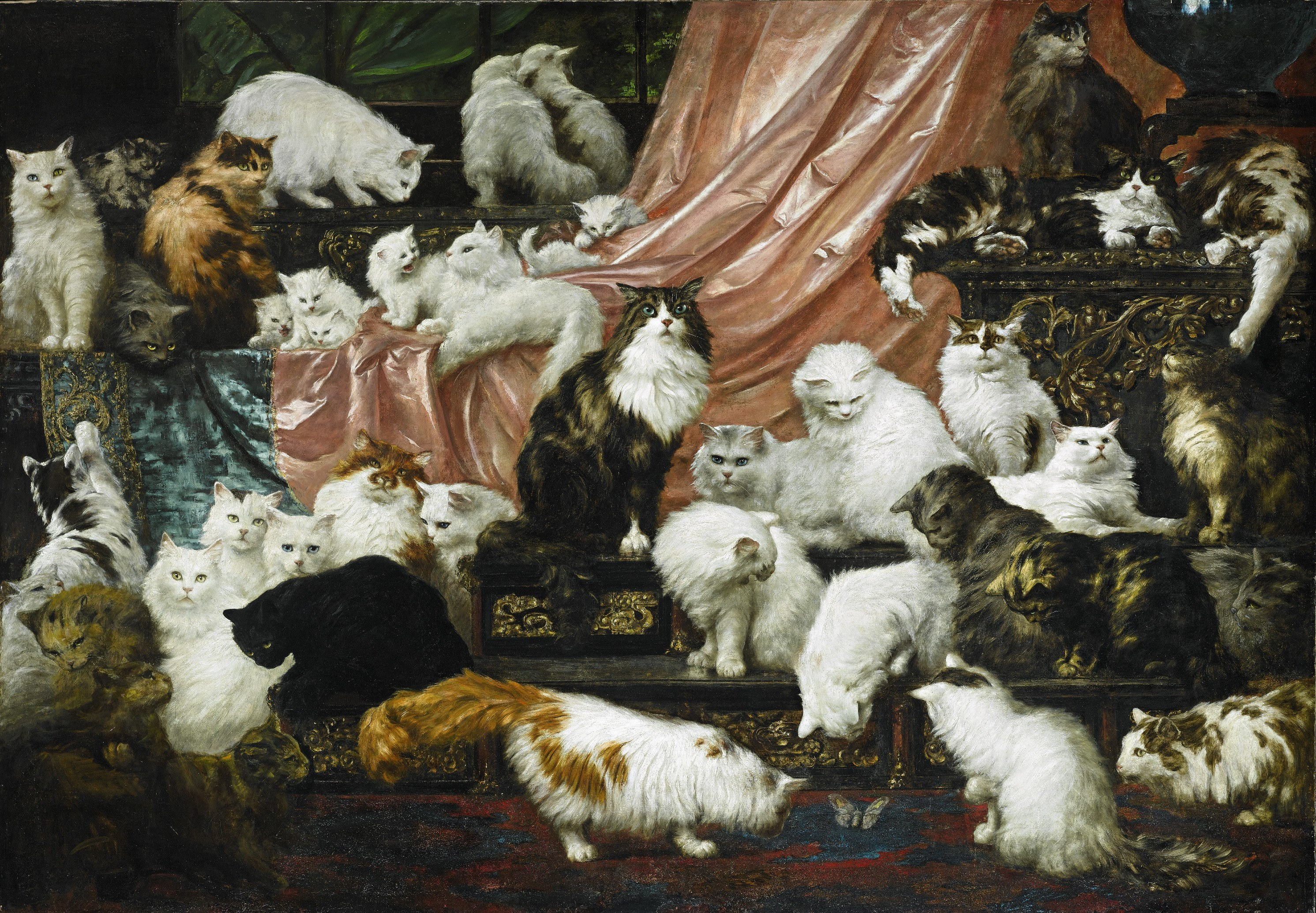
Los amados de mi esposa, 1891.